# Бюрото по магични въпроси
„Бюрото по магични въпроси“ (на английски: The Bureau of Magical Things) е австралийски драматичен сериал по идея на Джонатан Шиф, който е излъчен премиерно в Австралия по Eleven на 8 юли 2018 г., и се излъчва на 2 ноември 2018 г. Сериалът дебютира по Nickelodeon в САЩ на 8 октомври 2018 г.; по-късно се премества в TeenNick, където се излъчва от 15 октомври до 8 ноември 2018 г. В сериала участват Кими Цукакоши, Елизабет Кулън, Миа Милнс, Джулиан Кълън, Рейнбоу Уедел, Джейми Картър и Кристофър Сомърс. Сериалът е подновен за втори сезон през ноември 2019 г., който се излъчва премиерно на 10 юли 2021 г. по 10 Shake. Последният епизод е излъчен на 8 август.

## Актьорски състав
- Кими Цукакоши – Кира
- Елизабет Кулън – Имоджен
- Миа Милнс – Лили
- Джулиан Кълън – Дара
- Рейнбоу Уедел – Ръкси
- Джейми Картър – Питър
- Кристофър Сомърс – Професор Максуел

## В България
В България сериалът се излъчва по локалната версия на „Никелодеон“ в края на 2018 г. Дублажът е нахсинхронен в студио „Про Филмс“ и в него участва Елена Траянова, която озвучава Имоджен. Преводът е на Цветина Петкова.